# آدم أوقست كرانتز
آدم أوقست كرانتز (بالألمانية: Adam August Krantz)‏ هو تاجر ألماني، ولد في 1809 في Środa Śląska ‏ في بولندا، وتوفي في 1872.

## معرض صور

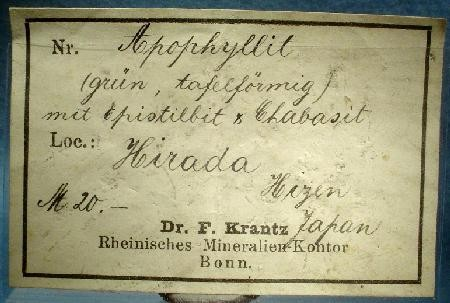
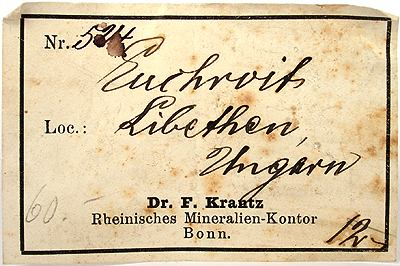
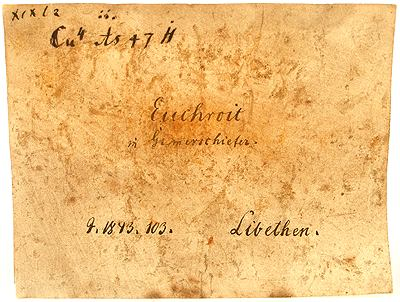
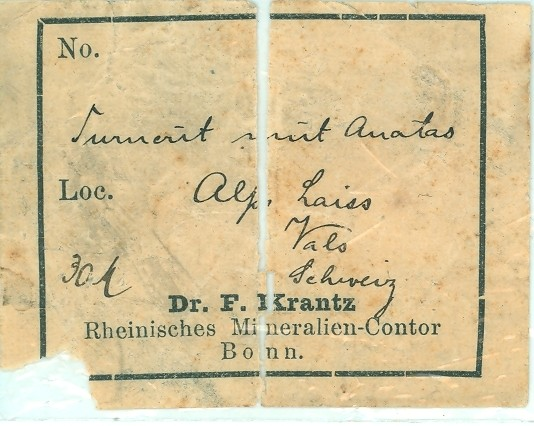